# Bittacus vexilliferus
Bittacus vexilliferus is een schorpioenvlieg uit de familie van de hangvliegen (Bittacidae). De wetenschappelijke naam van de soort is voor het eerst geldig gepubliceerd door Byers in 1970.
De soort komt voor in China.